# Reinsurance Group of America
Reinsurance Group of America (RGA) — крупная международная перестраховочная компания в области перестрахования жизни и здоровья. Компания ведёт свою деятельность по перестрахованию в 25 странах мира. Штаб-квартира компании находится в городе Сент-Луис, штат Миссури, США.
В списке крупнейших публичных компаний мира Forbes Global 2000 за 2021 год компания заняла 825-е место (680-е по размеру выручки, 1454-е по чистой прибыли, 442-е по активам и 1858-е по рыночной капитализации. В списке крупнейших компаний США Fortune 500 RGA оказалась на 207-м месте.

## История
RGA начала работать в Соединённых Штатах Америки в 1973 году как перестраховочное подразделение General American Re компании General American Life Insurance Company. В 1992 году General American Re была преобразована в холдинговую компанию, названную Reinsurance Group of America, Incorporated (RGA) для всех операций General American по перестрахованию в США и Канаде.
В 1993 году акции RGA были размещены на Нью-Йоркской фондовой бирже, General American сохранила за собой 65-процентный пакет.
К 1999 году RGA открыла офисы в Испании, Гонконге, Японии, Австралии, Новой Зеландии, Южной Африки, Великобритании, Мексике и Тайване.
В 2000 году Metropolitan Life Insurance Company (MetLife, Inc.) приобрела GenAmerica Corporation, включая её долю в RGA. В 2008 году RGA стала самостоятельной компанией после того, как MetLife продала свой пакет её акций на бирже.
В период между 2002 и 2010 годах RGA открыла офисы в Южной Корее, Индии, Китае, Польше, Франции, Италии, Германии и Нидерландах.
В 2010 году RGA завершила сделку по приобретению ReliaStar’s U.S. и Canadian group life, занимавшихся перестрахованием страхования от несчастных случаев и медицинским страхованием.

## Деятельность
Страховые премии за 2020 год составили 11,7 млрд долларов, инвестиционный доход 2,6 млрд долларов, страховые выплаты — 11,1 млрд долларов. Активы на конец 2020 года составили 84,7 млрд долларов, из них 72,4 млрд пришлось на инвестиции (31,4 млрд — в корпоративные облигации).
Подразделения:
- США и Латинская Америка — деятельность в США, Мексике и Бразилии, страховые премии 5,89 млрд долларов.
- Канада — страховые премии 1,14 млрд долларов.
- Европа, Ближний Восток и Африка — основными рынками являются Франция, Германи, Ирландия, Италия, страны Ближнего Востока, Нидерланды, Польша, ЮАР, Испания и Великобритания, страховые премии 1,81 млрд долларов.
- Азиатско-Тихоокеанский регион — основными рынками являются Австралия, КНР, Гонконг, Индия, Япония, Малайзия, Новая Зеландия, Сингапур, Республика Корея и Тайвань, страховые премии 2,86 млрд долларов.

Компания осуществляет свою деятельность практически по всему миру, имея представительства в 25 странах: Австралия, Барбадос, Бермудские острова, Канада, Китай, Франция, Германия, Гонконг, Индия, Ирландия, Италия, Япония, Малайзия, Мексика, Нидерланды, Новая Зеландия, Польша, Сингапур, Южная Африка, Южная Корея, Испания, Тайвань, Объединённые Арабские Эмираты, Соединённое Королевство и Соединённые Штаты Америки.

## Дочерние компании
Основные дочерние компании на конец 2020 года:
- RGA Reinsurance Company (Миссури)
- Parkway Reinsurance Company (Миссури)
- Rockwood Reinsurance Company (Миссури)
- Castlewood Reinsurance Company (Миссури)
- Chesterfield Reinsurance Company (Миссури)
- Reinsurance Company of Missouri, Inc. (Миссури)
- Timberlake Reinsurance Company II (Южная Каролина)
- RGA Life Reinsurance Company of Canada (Канада)
- RGA Reinsurance Company (Barbados) Ltd. (Барбадос)
- RGA Americas Reinsurance Company, Ltd. (Бермудские острова)
- Manor Reinsurance, Ltd. (Барбадос)
- RGA Atlantic Reinsurance Company Ltd. (Барбадос)
- RGA Worldwide Reinsurance Company, Ltd. (Барбадос)
- RGA Global Reinsurance Company, Ltd. (Бермудские острова)
- RGA Reinsurance Company of Australia Limited (Австралия)
- RGA International Reinsurance Company dac (Ирландия)
- RGA Reinsurance Company of South Africa, Limited (ЮАР)
- Aurora National Life Assurance Company (Калифорния)
- Omnilife Insurance Company, Ltd. (Великобритания)